# سوزان براون ميلر
سوزان براون ميلر (بالإنجليزية: Susan Brownmiller) (من مواليد 15 فبراير 1935)، صحفية نسوية أمريكية، ومؤلفة، وناشطة اشتهرت في عام 1975 بطرحها كتاب ضد إرادتنا: الرجال والنساء، والاغتصاب.
كما شاركت سوزان في نشاطات الحقوق المدنية، وانضمت لـ CORE وSNCC خلال حركة الاعتصام والعمل التطوعي لصيف الحرية في عام 1964، حيث عملت على تسجيل الناخبين في ميريديان، ميسيسيبي. ثم عادت إلى نيويورك، وبدأت الكتابة لـ (ذا فيليج فويس) وأصبحت كاتبة أخبار لشبكة أخبارية في هيئة الاذاعة الأمريكية، وهو المنصب الذي شغلته حتى عام 1968.
انخرطت أولاً في حركة تحرير المرأة في مدينة نيويورك في عام 1968، من خلال الانضمام للمجموعة رفعت مستوى الوعي في تنظيم نيويورك الراديكالي للمرأة التي شكلت حديثا. نسقت سوزان اعتصاما ضد Ladies' Home Journal في عام 1970، وبدأت العمل على كتاب ضد إرادتنا بعد نسويات نيويورك الراديكاليات -تحدثت عن الاغتصاب في عام 1971، وشاركت في تأسيس جمعية نساء ضد المواد الإباحية في عام 1979. فازت بزمالة الصحفية اليسيا بيترسون. في عام 1973 للبحث والكتابة عن جريمة الاغتصاب.

## سيرة ذاتية
ولدت سوزان براون ميلر في بروكلين لماي وصموئيل فرهابتيغ، زوجين يهوديين من الطبقة المتوسطة. كان والدها بائعا في مركز الملابس وفي وقت لاحق بائع في متجر مايسيز، وكانت والدتها سكرتيرة في مبنى إمباير ستيت.
عندما كانت طفلة كانت تُرسل إلى المركز اليهودي الشرق ميدوود لمدة ظهيرة كل أسبوع لتعلم العبرية والتاريخ اليهودي. وعلقت في وقت لاحق، «كل ذلك عمل نوع من خليط في ذهني باستثناء موضوع واحد: الملحوظ أن الكثير للغاية من الناس على مر القرون على ما يبدو يريدون إيذاء الشعب اليهودي... يمكنني القول بأن مساري المختار - القتال. ضد الأذى الجسدي، وتحديدا في الإرهاب من العنف ضد المرأة - وأصولها في ما كنت قد تعلمت في المدرسة العبرية عن البوغروم والمحرقة.»
كانت «مراهقتها عاصفة», حضرت جامعة كورنيل لمدة عامين (1952-1954) بمنح دراسية، ولكن لم تتخرج منها. درست في وقت لاحق التمثيل في مدينة نيويورك. في حين كانت تتدرب كممثلة، اتخذت اسم براون ميلر، وغيرت اسمها من الناحية القانونية في عام 1961. ظهرت في إنتاجين خارج برودواي.
وفقا لنفسها، «كنت أنا و» يان غودمان«في الدفعة الثانية من المتطوعين لميسيسيبي صيف الحرية.... عندما لم يقبل أحد في الدورة التوجه إلى ممفيس للتطوع في ميريديان، أنا ويان قبلنا المهمة. كانت لدينا عشر سنوات جيدة من التنظيم والخبرة، وكان لها في الانتخابات التمهيدية الديمقراطية والحملات الانتخابية الرئاسية، والألغام في CORE، ومؤتمر المساواة العنصرية، وكلا منا معا في حملات تسجيل الناخبين في شرق هارلم. ليلة وصولنا في ميريديان، سكرتير الحقل دعى إلى اجتماعات وسأل لرؤية متطوعين جدد. فرفعنا أيدينا بفخر.» تبا! لقد انفجر «. سألت عن متطوعين وأرسلوا لي نساء بيض.'»
بدأ مسار سوزان براون ميلر حيز الصحافة مع وضع التحرير في مجلة «اعتراف». ذهبت للعمل كمساعد لمدير التحرير في كورونيت (1959-1960)، محررة تقرير ألباني، إستعراض أسبوعي للمجلس التشريعي في ولاية نيويورك (1961-1962)، وكباحثة في الشؤون الوطنية نيوزويك (1963-1964).
في منتصف الستينيات، واصلت سوزان حياتها المهنية في مجال الصحافة مع مواقف كمراسلة لـNBC-TV في فيلادلفيا (1965)، كاتبة للموظفين في فيلاج فويس (1965)، وكاتبة للشبكة الإخبارية في ABC-TV في مدينة نيويورك (1966-1968).
ابتداءاً من عام 1968، عملت ككاتب حر؛ ظهرت لها مراجعات كتب، ومقالات، ومقالات بانتظام في منشورات بما في ذلك صحيفة نيويورك تايمز، نيوزداي، نيويورك ديلي نيوز، فوغ، وذا نيشن.
في عام 1968، وقعت على «احتجاج الكتاب والمحررين على الضرائب الحرب» التعهد، متعهدة برفض دفع الضرائب في احتجاج ضد حرب فيتنام.
تصف نفسها بأنها «امرأة وحيدة»، على الرغم من أنها «كانت دائما مؤمنة كبيرة في الرومانسية والشراكة.» «أود أن أكون في ارتباط وثيق مع رجل أعمال محترم»، كما قالت في مقابلة، عازية عدم زواجا إلى حقيقة أنها كانت«غير مستعدة لتقديم تنازلات.»
تم أرشفة أوراقها في جامعة هارفارد، في مكتبة شليزنجر آرثر وإليزابيث لتاريخ المرأة في أمريكا.

## ضد إرادتنا

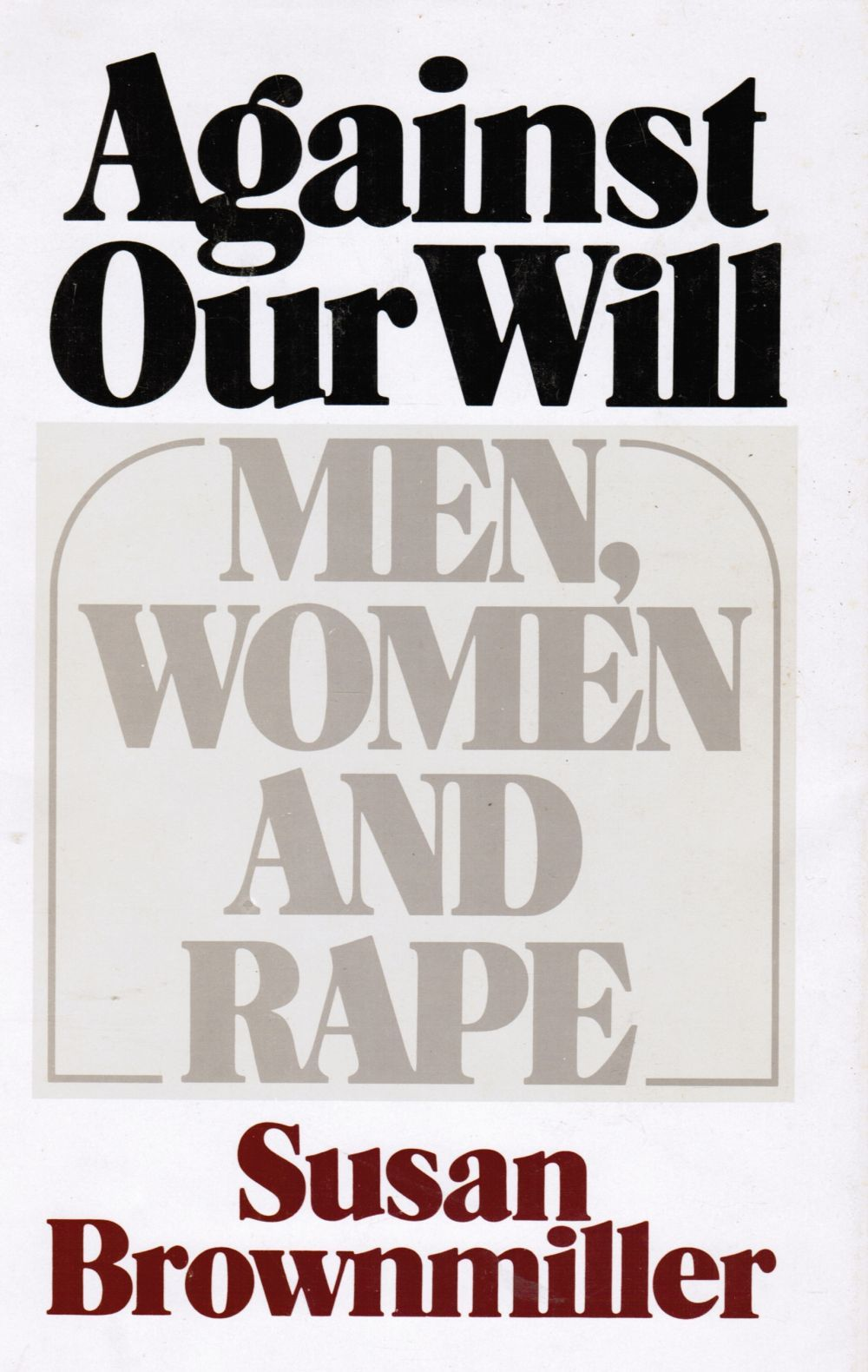
غلاف الكتاب

ضد إرادتنا هو كتاب نسوي تقول سوزان أن الاغتصاب «ليس أكثر أو أقل من عملية واعية للتخويف يقوم من خلالها جميع الرجال بإبقاء على جميع النساء في حالة من الخوف.» بدأت كتابة الكتاب، بعد أن ساعدت في تنظيم راديكالية نيويورك النسوية تحدثت عن الاغتصاب في 24 يناير 1971، ومؤتمر نيويورك الراديكالي النسوي عن الاغتصاب في 17 أبريل 1971، أمضت أربع سنوات في التحقيق عن الاغتصاب. درست الاغتصاب على مر التاريخ. وجمعت قصاصات لإيجاد أنماط في الطريقة التي يتم التبليغ فيها عن حالة اغتصاب في مختلف أنواع الصحف وتحليلها وتصوير الاغتصاب في الأدب، والأفلام، والموسيقى الشعبية، وإحصاءات الجريمة.
ضد إرادتنا كان كتابا مثيرا للجدل. الفرضية الأساسية لسوزان طعن بها من قبل بعض القطاع من الجناح الأيسر، الذين يعتبرون أن «استفادة جميع الرجال» من ثقافة الاغتصاب غير صحيحة، والذين آمنوا بها بدلاً أنه كان من الممكن أن تنظم كل من النساء والرجال معا لمعارضة العنف الجنسي. تلقى الكتاب أيضا انتقادات من أنجيلا ديفيس، التي تعتقد أن سوزان تجاهلت الجزء الذي لعبته النساء السود في الحركة المناهضة للإعدام خارج نطاق القانون والتي أصبحت مناقشة سوزان من الاغتصاب والعرق «ولتي غفلت الشراكة التي تقع على حدود العنصرية».

## الكتب
- شيرلي تشيشولم: سيرة ذاتية (دوبلداي، 1970)
- ضد إرادتنا: الرجال والنساء، والاغتصاب (سيمون وشوستر، 1975 / فاوست كولومبين 1993)
- الأنوثة (ليندن الصحافة / سايمون اند شوستر، 1984)
- مكان ويفرلي (غروف برس، 1989)
- رؤية فيتنام: لقاءات من الطريق والقلب (هاربر كولينز، 1994)
- في عصرنا: مذكرات ثورة (الطلب الصحافة، 1999)

## الملاحظات
1. ↑  "Susan Brownmiller, Who Reshaped Views About Rape, Dies at 90" (بالإنجليزية). The New York Times. Archived from the original on 2025-05-25. Retrieved 2025-05-25.
2. ↑  Lina Mainiero; Langdon Lynne Faust (1979), American Women Writers: A Critical Reference Guide from Colonial Times to the Present (بالإنجليزية), QID:Q106787730
3. 1 2  Against Our Will نسخة محفوظة 08 يناير 2018 على موقع واي باك مشين.
4. ↑  New York Public Library Books of the Century نسخة محفوظة 13 ديسمبر 2017 على موقع واي باك مشين.
5. ↑  Alicia Patterson Journalism Fellowship نسخة محفوظة 01 فبراير 2018 على موقع واي باك مشين.
6. 1 2 3 4  Susan Brownmiller Papers, Harvard Library catalog listing (accessed 3 June 2010). نسخة محفوظة 03 يوليو 2018 على موقع واي باك مشين.
7. 1 2  Susan Brownmiller, "An Informal Bio", posted on the website susanbrownmiller.com (accessed 4 June 2010). نسخة محفوظة 08 يناير 2018 على موقع واي باك مشين.
8. ↑  Susan Brownmiller, statement recorded by the Jewish Women's Archive, "Jewish Women and the Feminist Revolution" (accessed 4 June 2010). "نسخة مؤرشفة". مؤرشف من الأصل في 2012-08-26. اطلع عليه بتاريخ 2016-01-30.{{استشهاد ويب}}:  صيانة الاستشهاد: BOT: original URL status unknown (link)
9. ↑  Susan Brownmiller, Against Our Will (1975).
10. ↑  Ariel Levy, Female Chauvinist Pigs (2005), chapter 2.
11. ↑  In Our Time نسخة محفوظة 30 يناير 2018 على موقع واي باك مشين.
12. ↑  “Writers and Editors War Tax Protest” January 30, 1968 New York Post
13. ↑  Author bio, bookreporter.com (accessed 3 June 2010).
14. ↑  Mary Cantwell, "The American Woman", Mademoiselle, June 1976.
15. ↑  Against Our Will Summary - eNotes.com نسخة محفوظة 31 مايو 2013 على موقع واي باك مشين.
16. ↑  Davis, Angela Y. (1981). Women, Race & Class. Random House, Vintage Books. ص. 195, 198. ISBN:0-394-71351-6.

## وصلات خارجية
- سوزان براون ميلر على موقع إن إن دي بي (الإنجليزية)